# Truyện tranh Pháp-Bỉ
Truyện tranh Pháp-Bỉ (tiếng Pháp: bande dessinée; nghĩa đen là 'cột tranh vui'), viết tắt là BD hoặc BDs, là dòng truyện tranh thường có nguyên bản bằng tiếng Pháp và được tạo ra dành cho độc giả tại Pháp và Bỉ. Hai quốc gia này có một truyền thống lâu đời về truyện tranh, tách biệt với dòng truyện bằng tiếng Anh. Bỉ là quốc gia nói hai thứ tiếng và những bộ truyện có nguyên bản bằng tiếng Hà Lan (gọi là stripverhalen, dịch nôm na là "những mẩu truyện tranh vui" hoặc hiểu đơn giản là "những cột tranh vui") về mặt văn hóa là một phần của thế giới truyện tranh Pháp-Bỉ; chúng được dịch sang tiếng Pháp và đồng thời được bán cho đối tượng độc giả nói tiếng Pháp.
Trong số những bộ truyện tranh Pháp-Bỉ nổi tiếng nhất phải kể đến Những cuộc phiêu lưu của Tintin và Những cuộc phiêu lưu của Jo, Zette và Jocko (của Hergé), Astérix (của Goscinny và Uderzo), Lucky Luke (của Morris và Goscinny) và Xì Trum (của Peyo).